# Bowdoin Gletscher
Bowdoin Gletscher är en glaciär i Grönland (Kungariket Danmark).   Den ligger i kommunen Qaasuitsup, i den nordvästra delen av Grönland, 1 600 km nordväst om huvudstaden Nuuk. Bowdoin Gletscher ligger 275 meter över havet.
Terrängen runt Bowdoin Gletscher är huvudsakligen kuperad, men åt nordväst är den platt.  Trakten runt Bowdoin Gletscher är nära nog obefolkad, med mindre än två invånare per kvadratkilometer. Det finns inga samhällen i närheten. Trakten runt Bowdoin Gletscher består i huvudsak av gräsmarker.